# Habroscelimorpha dorsalis saulcyi
Habroscelimorpha dorsalis saulcyi – podgatunek chrząszcza z rodziny biegaczowatych i podrodziny trzyszczowatych.
Takson ten opisany został w 1840 roku przez Félixa Édouarda Guérina-Méneville’a.
Chrząszcz ten osiąga od 10 do 12 mm długości ciała. Odnóża i czułki długie i smukłe. Krętarze przedniej i środkowej pary bez szczecinek przedwierzchołkowych. Uda tylnej pary tak długie, że ponad ⅓ ich długości sięga poza tylny koniec ciała. Długość pazurków prawie tak duża jak ostatniego członu stóp. Większość osobników ma pokrywy prawie całe czystobiałe, z wyjątkiem ich wewnętrznych krawędzi.
Trzyszczowaty ten żyje na nadbrzeżnych plażach Kuby, meksykańskiego stanu Campeche oraz stanów Floryda, Alabama, Missisipi i Luizjana w USA. Na zachód sięga do delty rzeki Missisipi. We Florydzie podawany z hrabstw Gulf, Santa Rosa i Pinellas. Od zasięgu H. d. media oddziela go na wschodzie blisko 250 km pas wybrzeża pozbawiony plaż, natomiast na zachodzie nachodzi częściowo na zasięg H. d. venusta.